# 日本の分割統治計画
日本の分割統治計画（にほんのぶんかつとうちけいかく）は、第二次世界大戦終了後の日本本土を連合国が分割統治しようとした計画案。
ソビエト連邦は、北方四島と北海道占領計画を持っており、またアメリカ合衆国もイギリス、ソ連、中華民国の連合国での分割統治する案を検討したが、結局、日本占領は分割占領でなく連合国軍最高司令官総司令部による日本国政府を介した間接統治となった。

## 日本占領計画案の経過

### ブレイクスリー原則
国務省対外政策諮問委員会極東班のジョージ・H・ブレイクスリーが領土小委員会（PWC territorial group）に提出した1943年7月28日の「日本の戦後処理に適用すべき一般原則」（General Principles Applicable to the Post-War Settlement with Japan:T-357）では、日本の領土については、満州を含む全軍事占領地、および民族自決の原則から朝鮮と台湾からの撤退が主張された。
1944年3月14日には、ブレイクスリー議長が起草した「戦後日本に関する米政府の目標」（The Postwar Objectives of the United States in regard to Japan（PWC108, CAC116））にはこうある。
1. （領土）日本は満洲、委任統治諸島、軍事占領下の全地域より撤退し、朝鮮、台湾、第一次大戦後に獲得した全島も奪われる。
2. （軍事）日本が米国と太平洋諸国にとっての脅威とならないようにする。そのために日本を武装解除し、軍事を監視し、経済をコントロールし、連合国の安全保障のために長期制限する。
3. （経済）略
4. （政治）他国の権利と国際義務を尊重する政府を日本に樹立することが、アメリカの国益である。軍国主義から解放された新政府は、平和維持のための文民統制政府となる。よって（1）陸海軍から政治的特権を剥奪する、（2）新聞とラジオを通して、民主主義国と知的コミュニケーションの自由を確立する（3）節度のある政治分子を強化する
5. （最終目的）太平洋地域での平和と安全のために、日本を諸国の中で完全・平等かつ友好的な一員へ復興する。

### アメリカ合衆国の間接統治案（SWNCC150）
1945年6月、初期対日方針（SWNCC150）では、日本の行政機関を利用する間接統治方式が記された。

### アメリカ合衆国の直接統治案
1945年8月8日、マッカーサー司令部のブラックリスト作戦は日本に対する直接統治を念頭においた。

### アメリカ合衆国の分割統治案
一方、統合戦争計画委員会（JWPC）の日本領土に対する最終的占領案である政策文書 385/1 は日本を5つの地域に分割して統治する分割占領案を勧告していた。

#### SWNCC 70/5
1945年8月11日にアメリカ国務・陸・海軍三省調整委員会（SWNCC）が承認し、8月18日にトルーマン大統領が承認した大統領宛覚書「日本の敗北後における本土占領軍の国家的構成（NationalComposition of Forces to Occupy Japan Proper to the Post-Defeat Period）（SWNCC 70/5）で連合国による分割占領案が記載されている。覚書SWNCC 70/5では、
C.. The United Kingdom, China and the Soviet Union have a responsibility to participate with the United States in the occupation and military control of Japan and the obligation to assume a share in the burden thereof.
と書かれており、連合国であるアメリカ、イギリス、中国、ソ連も日本の軍事占領に貢献する必要があるとされていた。

#### JWPC385/1

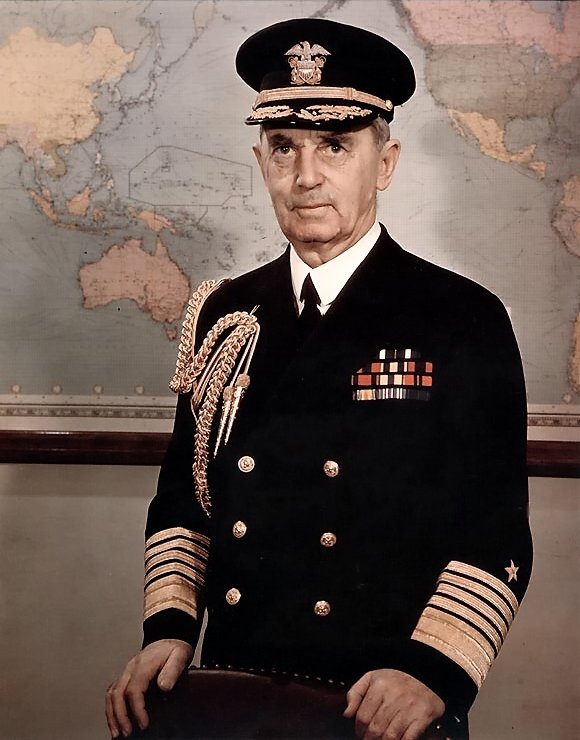
合衆国陸海軍最高司令官（大統領）付参謀長ウィリアム・リーヒ

7月6日付の合衆国陸海軍最高司令官（大統領）付参謀長ウィリアム・リーヒによる短いメモ（JCS1398/2）には「日本を占領統治するなら、コストを節減し米軍は最小限にとどめるべきだ。米国が日本軍政に主な責任を負うべき理由はない」とあり、その影響でポツダム会談へ向かう代表団は、米軍負担の軽減化のため、連合国による日本共同占領案が高まり、日本降伏の翌8月16日に、ペンタゴンの統合戦争計画委員会（Joint War Plans Committee,JWPC）が起案した日本占領案「日本とその領土の最終占領（Ultimate Occupation of Japan and Japanese Territory）」（JWPC385/1）が成立した。それによれば、
- 占領開始期は、米国が単独で占領せざるを得ず、二十三個師団・八十五万人の米軍を投入する。組織的抵抗、反乱のため一年間は維持する。
- 三ヶ月目からは、米軍を撤収させ、各国軍に占領させる。
  - ソ連：北海道、東北地方。
  - アメリカ：本州中央（関東、信越、東海、北陸、近畿）。
  - 中華民国：四国。
  - イギリス：西日本（中国、九州）をそれぞれ統治
  - 東京は四カ国共同占領。
- 一年後、各国兵力を半数以下に削減し、米軍は13万5千人程となる。

### ソ連の北海道占領計画
ヤルタ会談でソ連は対日参戦の見返りとして北方領土を占領することが認められていた。しかし、8月16日にスターリンは、北方領土だけではなく、北海道北東部（釧路-留萌を結んだ直線以北）の半分をソ連占領地とするよう、トルーマン大統領に求めた（「北海道スターリンライン」や「留釧の壁」と呼ばれた）。17日トルーマンはヤルタでの協定を根拠にこれを拒否、18日にはこれはスターリンにも伝えられたとみられるが、その後も南樺太で日ソ両軍の戦闘が続く中、24日留萌、釧路への上陸作戦決行を前提にスターリンは潜水艦部隊を18-19日にも出撃させ、ワシレフスキー大将からの21日午前1時の極東ソ連軍全軍への北海道及び南千島上陸作戦準備に関する指令で、これらの上陸作戦の準備を23日までに完了させるよう指示が出ている。最終的には、22日午後0時10分頃南樺太で抵抗を続けていた日本軍が無条件降伏し停戦協定が成立したことにより、順次日本軍との戦闘状態が終結、同日午後のうちにはスターリンはトルーマンに北海道北東部の占領が認められなかったことに失望を表明しながらも、トルーマンの主張を受け入れる旨、返信している。21日、この停戦が成立する昼頃までの時間の間にも、三船殉難事件や豊原駅への空襲が起き、多くの民間人犠牲者が生じている。

### アメリカによるソ連北海道占領案拒否と単独統治（SWNCC70/5・150/3）
8月18日、トルーマン大統領は、スターリンの要求を即座に拒否し、分割占領を回避することを勧告する国務省案である SWNCC70/5 を承認した。
8月22日、さらにトルーマン大統領は SWNCC150/3 を承認し、日本政府を介した間接統治方式を最終的に承認した。
なお、スターリンは8月23日に極東地域の日本軍捕虜50万人をシベリアに移送するよう命じた（シベリア抑留）。
戦後、ソ連はアメリカに対して日本への分割統治を強く求めたものの、マッカーサーがこれを拒否した。

### イギリス連邦占領軍による中国・四国統治

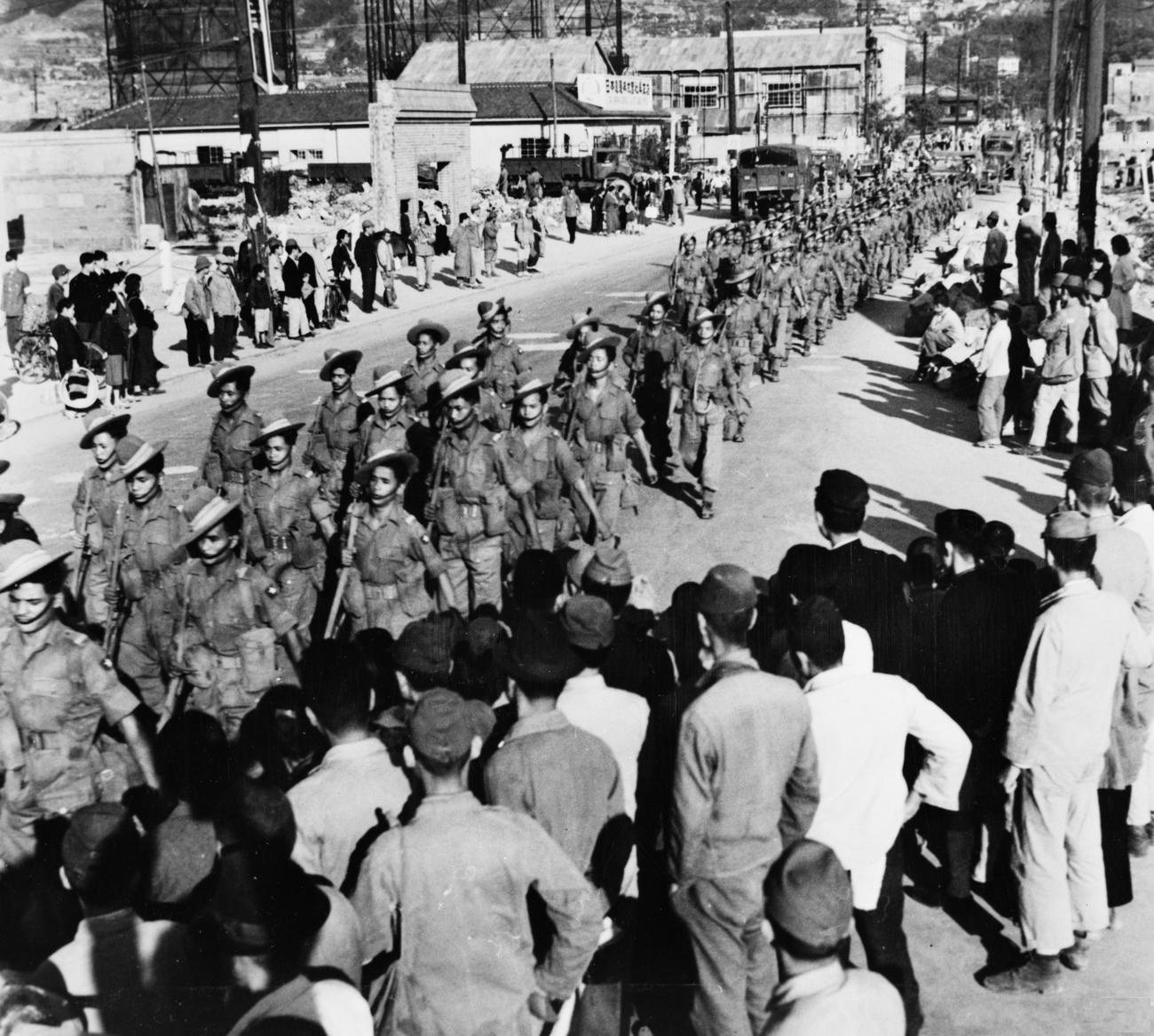
呉市内を行進するイギリス王立グルカ連隊（1946年）

1946年2月にはイギリス軍、オーストラリア軍、ニュージーランド軍、インド軍などのイギリス連邦占領軍（the British Commonwealth Occupation Force ,BCOF）が中国・四国地方を統治した。

## 年表
- 1943年
  - 11月22日、カイロ会談でルーズベルトが蔣介石に、満洲・台湾島・澎湖諸島の中華民国への返還を約束する[11]。しかし中国国民党軍は対日戦で消耗し、弱体化していった[11]。
  - 11月27日、カイロ宣言。
  - 11月28日-12月1日、テヘラン会談でスターリンが対日参戦を表明[11]。
- 1945年
  - 2月4日-2月11日、ソ連はヤルタ会談で、樺太（サハリン）南部及びこれに隣接するすべての諸島、千島列島、満洲権益と引き換えに、ソ連対日参戦を約束した[12]。
  - 3月10日、東京大空襲。
  - 3月18日-3月21日、九州沖航空戦。
  - 3月26日-6月23日、沖縄戦。
  - 5月7日、ナチスドイツ、米軍に降伏。
  - 5月9日、ナチスドイツ、ソ連軍に降伏。
  - 7月17日-8月2日、ポツダム会談。
  - 7月25日、トーマス・T・ハンディ幕僚副長よりアメリカ空軍参謀総長カール・スパーツ宛メモランダムで、アメリカ第20空軍第509混成部隊が8月3日以降に、広島市・小倉市・新潟市・長崎市のうち、ひとつの都市に原爆投下すると報告[13]。
  - 8月6日午前8時15分、広島市への原子爆弾投下。
  - 8月8日、ソ連対日宣戦布告。
  - 8月9日、ソ連対日参戦。午前11時02分長崎市への原子爆弾投下。
  - 8月15日正午、玉音放送。
  - 8月18日-20日、占守島の戦い。
  - 9月2日、日本の降伏文書調印。
  - 9月6日、「初期対日方針」（SWNCC150/4）で間接方式確定。

## 題材にしたフィクション作品
架空戦記や歴史改変SFではよく題材にされる。
小説
- 『あ・じゃ・ぱん』- 矢作俊彦
東経139度線を境に大日本国（The Japan）と日本人民民主主義共和国に分かれている。1980年代末の東西の指導者はそれぞれ吉本シヅ子と中曽根康弘。東の首都は東京、西の首都は大阪市。
- 『一分ノ一』- 井上ひさし
- 『屋上のテロリスト』- 知念実希人
- 『影の艦隊』- 山田正紀
- 『五分後の世界』- 村上龍
- 『征途』- 佐藤大輔
北海道の留萌市 - 旭川市 - 釧路市を結ぶ線より北側と南樺太が日本民主主義人民共和国/北日本になっている。 北日本の首都は豊原市(ユジノサハリンスク)。逆に日本国/南日本は北方領土を実効支配しており、在日米軍基地が置かれている。
- 『沈黙の橋』- 東直己
- 『日本分断』- 豊田有恒
日本民主主義人民共和国と大和民国に分断。
- 『レヴァイアサン戦記』- 夏見正隆
日本は対米戦争に勝利（有利な条件で講和）したが、その後の大不況で内戦となり、東日本共和国（内戦を引き起こした「平等党」独裁による社会主義国）と西日本帝国（大日本帝国の流れを汲む立憲君主国）に分裂。東京23区の真ん中を壁（国境）が走っている。東の臨時首都は新潟市、西の首都は東京（西東京）。なお皇居は京都市。両国の状況は朝鮮半島のパロディに近い。
- 『ひきさかれた街』- 藤本泉
- 『鸚鵡の罠』- 笠井潔
- 『大逆転!2003年戦艦「武蔵」』- 檜山良昭
- 『赤い旅券』- 井上淳

漫画
- 『スカルマン』 - 石森章太郎（石ノ森章太郎）
敗戦後津軽海峡を挟んで南北に日本人民共和国と大日本共和国に分断され、現在も進駐軍に占領されている。
- 『百姓貴族』 - 荒川弘
「作者の出身地北海道が第二次大戦後にソ連やロシア領となっていたら」という設定で描かれる回が存在する。
- 『太陽の黙示録』 - かわぐちかいじ
- 『Qコちゃん THE地球侵略少女』 - ウエダハジメ
- 『国境のエミーリャ』- 池田邦彦

ゲーム
- 『ROSE GUNS DAYS』 - 07th Expansion
- 『RING of RED』 - コナミ
- 『凱歌の号砲-エアランドフォース-』 - コーエーPCゲーム
- 『咎狗の血』 - Nitro+chiral
- 『レーベンスラウム 新世界大戦1985』 - ホビーデータPBM

アニメ
- 『雲のむこう、約束の場所 』 - 新海誠
1945年の敗戦後、北海道がソ連の制圧下に置かれ、日本の主権回復後もソ連、及びその後継として1956年にフルシチョフが樹立した共産国家群「ユニオン」の占領下に留まり、エゾと名称を変える。その後エゾでのナショナリズム高揚を受けて1975年に国交断絶、完全に分断される。

## 関連文献
- 荒敬『日本占領史研究序説』柏書房、1994.
- 五百旗頭真『20世紀の日本3　占領期』（読売新聞社1997年）
- 竹前栄治, 中村隆英監修『GHQ日本占領史』日本図書センター, 1996-2000

## 関連作品
テレビ
- NHK「NHK特集　日本の戦後　第1回　日本分割　知られざる占領計画」1977年。
- テレビ朝日「トップ・シークレット 救われた日本の分割占領」1985年4月30日放送
- TBSテレビ「スーパーフライデー」特別企画「2000年の証言『天皇家そして妻たち 運命の岐路』」2000年